# Вавел (фирма)
„Вавел“ (на полски: Wawel) е полска публична компания, произвеждаща широка гама шоколади, вафли, шоколадови десерти, шоколадови, желирани, карамелени бонбони и други. Тя е една от най-добра разпознаваемите полски марки в областта на сладкарската промишленост.
Фирмата е основана през 1898 година от Адам Пясецки в Краков като сладкарица, но през 1910 година производството се мести в специално построена за целта фабрика – една от най-големите в града. След Втората световна война, фирмата е национализирана и слята с две други краковски компании „Пишингер“ и „Сушард“. През 1992 обратно е приватизирана и през 1998 година излиза на Варшавската стокова борса. През 2006 година и трите исторически фабрики в Краков отпреди войната са затворени и производството е преместено в нов завод в Добчице. От 2007 година, 52,12% от дяловете на компанията се държат от швейцарската компания „Хоста Интернешънъл“.